# Woodmere (Nova Iorque)
Woodmere é um hamlet e uma região censo-designada da vila de Hempstead, localizada no estado americano de Nova Iorque, no Condado de Nassau. Possui mais de 18 mil habitantes, de acordo com o censo nacional de 2020.

## Geografia
De acordo com o Departamento do Censo dos Estados Unidos, a região tem uma área de 7,3 km², dos quais 6,7 km² estão cobertos por terra e 0,6 km² (8,4%) por água.

## Demografia
Segundo o censo nacional de 2020, a sua população é de 18 669 habitantes e sua densidade populacional de 2 793,2 hab/km². Seu crescimento populacional na última década foi de 9,0%, acima do crescimento estadual de 4,2%.
Possui 5 485 residências que resulta em uma densidade de 820,7 residências/km² e uma redução de -1,5% em relação ao censo anterior. Deste total, 5,2% das unidades habitacionais estão desocupadas. A média de ocupação é de 3,6 pessoas por residência.
A renda familiar média é de 142 904 dólares e a taxa de emprego é de 60,7%.